# Jóhanna Guðrún Jónsdóttir
Jóhanna Guðrún Jónsdóttir (* 16. Oktober 1990 in Kopenhagen), auch unter ihrem Künstlernamen Yohanna bekannt, ist eine isländische Sängerin. Sie nahm am Eurovision Song Contest 2009 in Moskau teil, wo sie Island mit dem englischsprachigen Beitrag Is It True? vertrat und den zweiten Platz belegte.

## Biografie
Jóhanna Guðrún Jónsdóttir wurde 1990 in der dänischen Hauptstadt Kopenhagen geboren, übersiedelte aber bereits zwei Jahre später mit ihren Eltern nach Reykjavík. Im Alter von acht Jahren zog Jóhanna mit ihrer Familie nach Hafnarfjörður. Dort kam ihr Talent bei einem Gesangswettbewerb zum Vorschein. Unter 700 Kindern wurde sie von der Gesangslehrerin Maria Björk entdeckt, die sie an eine Gesangsschule für Kinder holte und ausbildete. Jóhanna Guðrún avancierte daraufhin in den folgenden Jahren in Island zum beliebten Kinderstar. Bereits ihr erstes Album, das sie mit neun Jahren aufnahm, war im Jahr 2000 großer Erfolg beschieden. Ein Jahr später folgte ein zweites Album.
Nach der Veröffentlichung ihres dritten Albums im Jahr 2003, auf dem sie bekannte Weihnachtslieder interpretierte, zog sie sich auf Anraten ihrer Eltern ins Privatleben zurück. Fernab der Öffentlichkeit machte sie ihren Schulabschluss, arbeitete weiter an ihrer Gesangskarriere und absolvierte unter anderem Vorsingen in New York und Los Angeles. Später lebte sie eine Zeit lang in Dänemark. Im Jahr 2008 meldete sich Jóhanna Guðrún mit ihrem ersten Erwachsenenalbum Butterflies and Elvis als Sängerin zurück, für das sich der britische Songschreiber Lee Horrocks verantwortlich zeigte. Sie trat daraufhin mehrere Male in Reykjavík auf und es folgte ein gemeinsames Konzert mit dem isländischen Symphonieorchester, das live im isländischen Fernsehen ausgestrahlt wurde.
Der Erfolg des Albums ließ den isländischen Produzenten und Songschreiber Óskar Páll Sveinsson auf Jóhanna Guðrún aufmerksam werden; gemeinsam mit Chris Neil und Tinatin Japaridze schrieb er den melancholischen Soultitel Is It True?, mit dem sie den isländischen Vorentscheid zum Eurovision Song Contest in Reykjavík Mitte Februar 2009 gewann. Am 12. Mai 2009 trat sie unter dem Künstlernamen Yohanna im ersten Halbfinale des Eurovision Song Contest 2009 in Moskau auf, das sie auch für sich entscheiden konnte. Im Finale des Wettbewerbs erreichte die 18-Jährige hinter dem Norweger Alexander Rybak den zweiten Platz. Yohanna konnte damit an den Erfolg der isländischen Sängerin Selma anknüpfen, die beim Eurovision Song Contest 1999 in Jerusalem ebenfalls einen zweiten Platz belegt hatte. 2010 las sie die Punktevergabe Islands für den 55. Eurovision Song Contest vor.
Neben der Arbeit als Sängerin unterrichtete Jóhanna Guðrún als Gesangslehrerin an ihrer ehemaligen Musikschule. Selbst studierte die Isländerin an der Reykjavík Academy of Singing and Vocal Arts.
Im Jahr 2011 nahm sie an der isländischen Vorentscheidung für den Eurovision Song Contest 2011 in Düsseldorf teil. Mit der isländischen Ballade Nótt („Nacht“) erreichte sie den dritten Platz.
Im Januar 2013 nahm sie erneut an der isländischen Vorentscheidung für den Eurovision Song Contest 2013 in Malmö teil. Mit der isländischen Ballade Þú („Du“) erreichte sie aber nicht das Finale.
Yohanna trat 2011 und 2017 mit einem Tribut-Programm für die Sängerin Eva Cassidy in Island auf. Sie wird dabei von Cassidys Bruder Dan, einem Violinisten, unterstützt.

## Diskographie

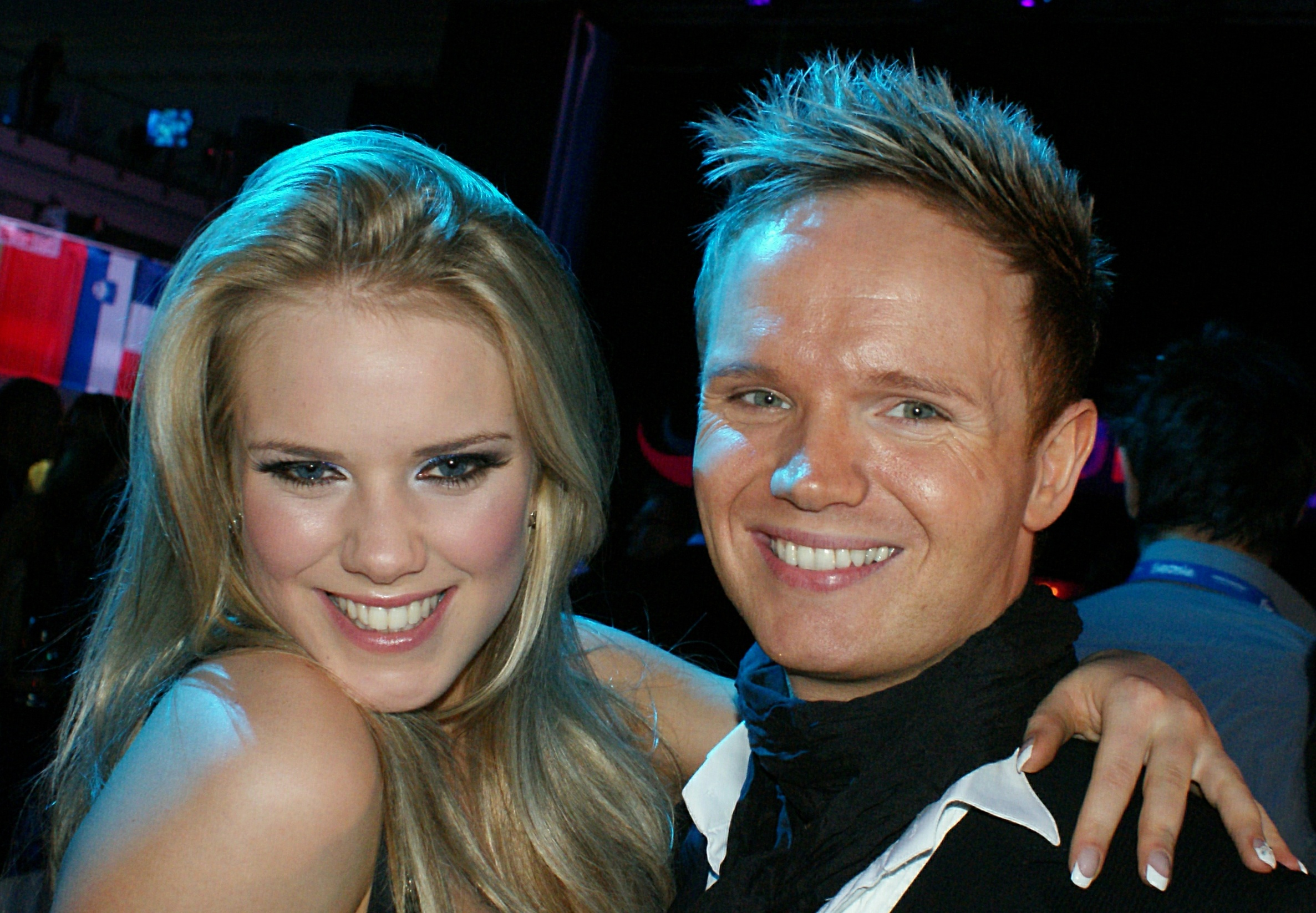
Yohanna mit ihrem isländischen Berufskollegen Friðrik Ómar Hjörleifsson (Eurobandið) in Moskau (2009)

### Alben
- 2000: Jóhanna Guðrún 9
- 2001: Ég Sjálf
- 2003: Jól Með Jóhönnu
- 2008: Butterflies and Elvis
- 2020: Jól með Jóhönnu[7]

### Singles
- 2009: Is It True?
- 2009: I Miss You
- 2010: Þessi Jól
- 2011: Nótt/Slow down
- 2011: Really Over
- 2011: I Think of Angels
- 2012: Coming Home
- 2013: Þú
- 2020: Löngu liðnir dagar[8]